# Vlagyimir Ivanovics Sztrzsizsevszkij
Vlagyimir Ivanovics Sztrzsizsevszkij (orosz betűkkel: Владимир Иванович Стржижевский; 1894. december 26. – 1940. augusztus 22.) első világháborús orosz ász pilóta volt. Az Orosz Birodalom pilótájaként részt vett a világháborúban és 7 darab igazolt, valamint 3 igazolatlan légi győzelmet ért el. Eredményességben a 7. legnagyobb orosz ász pilóta. A 9. hadtest légi különítményének pilótája volt.

## Élete
Sztrzsizsevszkij 1894 decemberében született, az Orosz Birodalomban.
Az első világháborúban a légierőhöz került, és 1917 márciusától, 1917 júliusáig aratott légi győzelmeket legelsőt 1917. március 7-én. Több repülőgép típussal, köztük SPAD VII-el és Nieuport 17-el repült. Folyamatosan emelkedett a ranglétárán, míg végül a zászlós rangig jutott. A harcok legnagyobb részét osztrák-magyar, míg kisebbik részét német pilóták ellen szerezte meg. Sikeres bevetéseit és szolgálatait, a román Koronarenddel, és Szent György-renddel hálálták meg.
Szolgálata közel sem volt zökkenőmentes, amennyire egy katonáé az lehet:
- 1916. március 9-én még tanulóideje alatt hatalmas repülőbalesetet szenvedett, az élete is kevésen múlt.
- 1917. július 18-án pedig ismét súlyosan megsérült, ezúttal egy bevetésen.

További életéről szóló források hiányosak, annyi a bizonyos, hogy 1940-ben halt meg.

## Légi győzelmei
| Sorszám     | Dátum             | Egység        | Repülőgép   | Ellenfél              |
| ----------- | ----------------- | ------------- | ----------- | --------------------- |
| 1           | 1917. március 7.  | 9. hadtest    | Nieuport 21 | EA                    |
| 2           | 1917. április 11. | 9. hadtest    | SPAD VII    | LVG C                 |
| Igazolatlan | 1917. április 16. | 9. hadtest    | SPAD VII    | Hansa-Brandenburg D.I |
| 3           | 1917. április 17. | 9. hadtest    | Nieuport 17 | EA                    |
| 4           | 1917. április 23. | Cella szövege | Nieuport 17 | LVG C                 |
| Igazolatlan | 1917. május 11.   | 9. hadtest    | Nieuport 17 | EA                    |
| 5           | 1917. május 17.   | 9. hadtest    | SPAD VII    | Hansa-Brandenburg D.I |
| 6           | 1917. június 17.  | 9. hadtest    | SPAD VII    | Fokker E              |
| 7           | 1917. június 18.  | 9. hadtest    | Nieuport 17 | Hansa-Brandenburg D.I |
| Igazolatlan | 1917. július 18.  | 9. hadtest    | Nieuport 17 | Two-Seater            |

## Lásd még
- Orosz Birodalom
- Oroszok
- Első világháború
- Az Orosz Birodalom első világháborús ászpilótái